# Erdődubiste
Erdődubiste (románul: Dubiștea de Pădure) falu Romániában, Maros megyében.

## Története
Görgényhodák község része. A trianoni békeszerződésig Maros-Torda vármegye Régeni felső járásához tartozott.

## Népessége
2002-ben 439 lakosa volt, ebből 436 román, 2 magyar és 1 német nemzetiségű.

## Vallások
A falu lakói közül 410-en ortodox, 15-en adventista, 11-en görögkatolikus, 2-en evangélikus hitűek és 1 fő református.